# KVVH
Die KVVH – Karlsruher Versorgungs-, Verkehrs- und Hafen GmbH und KVVH-Gruppe ist eine Unternehmensholding des Querverbundes, die zu 100 Prozent der Stadt Karlsruhe gehört. 
In dieser Holding bündelt die Stadt ihre innerstädtischen Verkehrs- und Versorgungsunternehmen sowie den Hafen. Der Sitz des Konzerns ist Karlsruhe.

## Stadtwerke
Wichtigste Geldquelle der KVVH sind die Stadtwerke Karlsruhe, an denen die KVVH mit Wirkung zum 1. Januar 2010 zu 80 % beteiligt ist, während 20 % der EnBW Energie Baden-Württemberg gehören.
Die Geschichte der Stadtwerke begann als Eigenbetrieb mit dem Kauf des privaten Gaswerks 1869, dem Bau des Wasserwerks 1868 im Rüppurrer Wald, dem Beginn der Kanalisierung 1883 und dem Bau eines Elektrizitätswerks 1901 am Rheinhafen.
Die Ausgliederung in eine städtische Gesellschaft, die Stadtwerke Karlsruhe GmbH, erfolgte zum 1. Juli 1997.

## Verkehrsbetriebe
Größter Kostenfaktor des Querverbundes sind die zu 100 % der KVVH gehörenden Verkehrsbetriebe Karlsruhe (VBK), die die Straßenbahn Karlsruhe betreiben. Die mit den VBK sehr eng verbundene Albtal-Verkehrs-Gesellschaft (AVG), die die Stadtbahn Karlsruhe betreibt, gehörte bis zum 31. Dezember 2017 zu 100 % der Stadt, zum 1. Januar 2018 wurden 94 % an die KVVH übertragen und die AVG somit in die KVVH integriert.
Nach privaten Vorläuferbetrieben für Pferdebahn und Dampfstraßenbahn und der Elektrifizierung der Bahnen durch die AEG übernahm im März 1903 die Stadt die Straßenbahn und 1915 die Karlsruher Lokalbahn und führte sie als Eigenbetrieb.
Die Ausgliederung in eine städtische Gesellschaft, die Verkehrsbetriebe Karlsruhe GmbH, erfolgte zum 1. Juli 1997.

## KASIG
Als weiteres „Verkehrsunternehmen“ gehört zu 100 % die Karlsruher Schieneninfrastruktur-Gesellschaft (KASIG) zur KVVH.
Sie ist für die Planung, den Bau und die finanzielle Abwicklung der Kombilösung im Mai 2003 gegründet worden. Die Kombilösung besteht aus den beiden Projektteilen Stadtbahntunnel unter der Kaiserstraße samt Südabzweig in die Ettlinger Straße, von Anfang 2010 bis Ende 2021 in Bau, und der oberirdischen Straßenbahnstrecke samt Autotunnel in der Kriegsstraße, von 2014 bis Oktober 2022 in Bau.
Geschäftsführer ist Frank Nenninger, Prokuristen sind Dr. Thilo Grabo (kaufmännisch) und Matthias Schmidt (technisch).

## Bäder
Außerdem gehört die Karlsruher Bädergesellschaft mbH (KBG) zu 100 % zur KVVH. Sie betreibt das am 15. März 2008 neben der Europahalle eröffnete Europabad, ein „Spaßbad“, für dessen Bau die KBG am 1. Juli 2002 gegründet wurde.
Daneben ist die KVVH seit 1. Januar 2009 mit 60 % am 1982 von diversen Vereinen eröffneten Fächerbad beteiligt.
Davon unabhängig gibt es weiterhin den städtischen Eigenbetrieb „Bäderbetriebe Karlsruhe“, die das am 3. April 1873 nahe dem Festplatz eröffnete Vierordtbad betreibt, außerdem die Hallenbäder Weiherhofbad in Durlach (1975), Adolf-Ehrmann-Bad in Neureut (1964, zusammen mit der Ortsverwaltung) und das in Grötzingen (1974, Vereins- und Schulschwimmen) sowie die Freibäder Sonnenbad (1915, ehemals Rheinhafenbad, fast ganzjährig geöffnet), Rheinstrandbad Rappenwört (1929), Rüppurr (1953) und Turmbergbad in Durlach (1907).

## Rheinhäfen
Keine eigene Gesellschaft, sondern ein direkt der KVVH unterstehender Geschäftsbereich, ist die Verwaltung der Rheinhäfen Karlsruhe. Deren Geschichte begann mit dem Bau des Stadthafens 1898 bis 1901, der weiter nördlich gelegene Ölhafen kam 1963 hinzu. Seit 1972 wird auch ein Ausflugsschiff betrieben.
Seit dem 1. Juli 1997 bilden die Rheinhäfen das operative Geschäft der neu gegründeten Gesellschaft KVVH. Zum 1. August 2007 übernahm die KVVH komplett die Bahnanlagen im Rheinhafen ab der ersten Weiche nach der Albbrücke zu Beginn des Hafens, für die nach einem Vertrag von 1939 bisher zur Hälfte Hafen und Deutsche Bahn zuständig waren, und tritt seitdem hierfür als Eisenbahninfrastrukturunternehmen auf, während die Strecke zwischen Hafen und Bahnhof Karlsruhe-West wie zuvor alleine der DB AG gehört.

## Weitere Beteiligungen
Neben den Stadtwerken, den Verkehrsbetrieben, der KASIG und der KBG, mit denen je ein Ergebnisabführungsvertrag besteht, und der Beteiligung am Fächerbad, bestehen direkt oder indirekt weitere Beteiligungen an Gesellschaften zumeist im Energie- und Telekommunikationsbereich, u. a. Telemaxx Telekommunikation GmbH.